# Phillippa Fawcett
Philippa Fawcett (Brighton, 4 de abril de 1868 – Londres, 10 de junho de 1948) foi uma matemática britânica e educadora inglesa. Ela foi a primeira mulher a obter a maior pontuação nos exames de Mathematical Tripos em Cambridge. Lecionou no Newnham College, em Cambridge, e na escola normal (colégio de formação de professores) em Joanesburgo, além de ter atuado como administradora para o London County Council.

## Família
Philippa Garrett Fawcett nasceu em 4 abril 1868, filha da sufragista Millicent Fawcett (nascida Garrett) e de Henry Fawcett MP, Professor de Economia Política em Cambridge e Diretor dos Correios no segundo governo de Gladstone. Sua tia era Elizabeth Garrett Anderson, a primeira mulher inglesa a se tornar médica. Quando o pai faleceu, ela e a mãe foram morar com a irmã de Millicent, Agnes Garrett, que mantinha um negócio de decoração de interiores em Gower Street, Bloomsbury.

## Educação
Philippa Fawcett foi educada no Bedford College, Londres (atual Royal Holloway) e no Newnham College, Cambridge, cofundado por sua mãe.
Em 1890, ela se tornou a primeira mulher a obter a pontuação mais alta nos exames de Mathematical Tripos de Cambridge. Os resultados eram muito divulgados e os melhores pontuadores recebiam grande reconhecimento. Sua pontuação foi 13% maior que a do segundo colocado, mas ela não recebeu o título de Senior Wrangler (Geoffrey T. Bennett em 1890), pois somente os homens eram ranqueados oficialmente e as mulheres constavam em uma lista à parte. As mulheres estavam autorizadas a realizar o Tripos desde 1880, depois que Charlotte Angas Scott foi extraoficialmente classificada como oitava wrangler. Quando a lista das mulheres foi anunciada, Fawcett foi descrita como “acima do senior wrangler”. Nenhuma mulher recebeu oficialmente a primeira posição até Ruth Hendry em 1992.

Um poema anônimo escrito em 1890 para homenagear a grande conquista de Fawcett culmina com as seguintes duas estrofes, mencionando outros matemáticos respeitados, Arthur Cayley e George Salmon:
Curve and angle let her con and

Parallelopipedon and

Parallelogram

    Few can equal, none can beat her

    At eliminating theta

By the river Cam.

May she increase in knowledge daily

Till the great Professor Cayley

Owns himself surpassed

    Till the great Professor Salmon

    Votes his own achievements gammon

And admires aghast.
Em meio ao movimento sufragista, o feito de Fawcett obteve cobertura midiática mundial, suscitando discussões sobre a capacidade e os direitos das mulheres. A matéria principal do Telegraph no dia seguinte afirmava: 

## Carreira

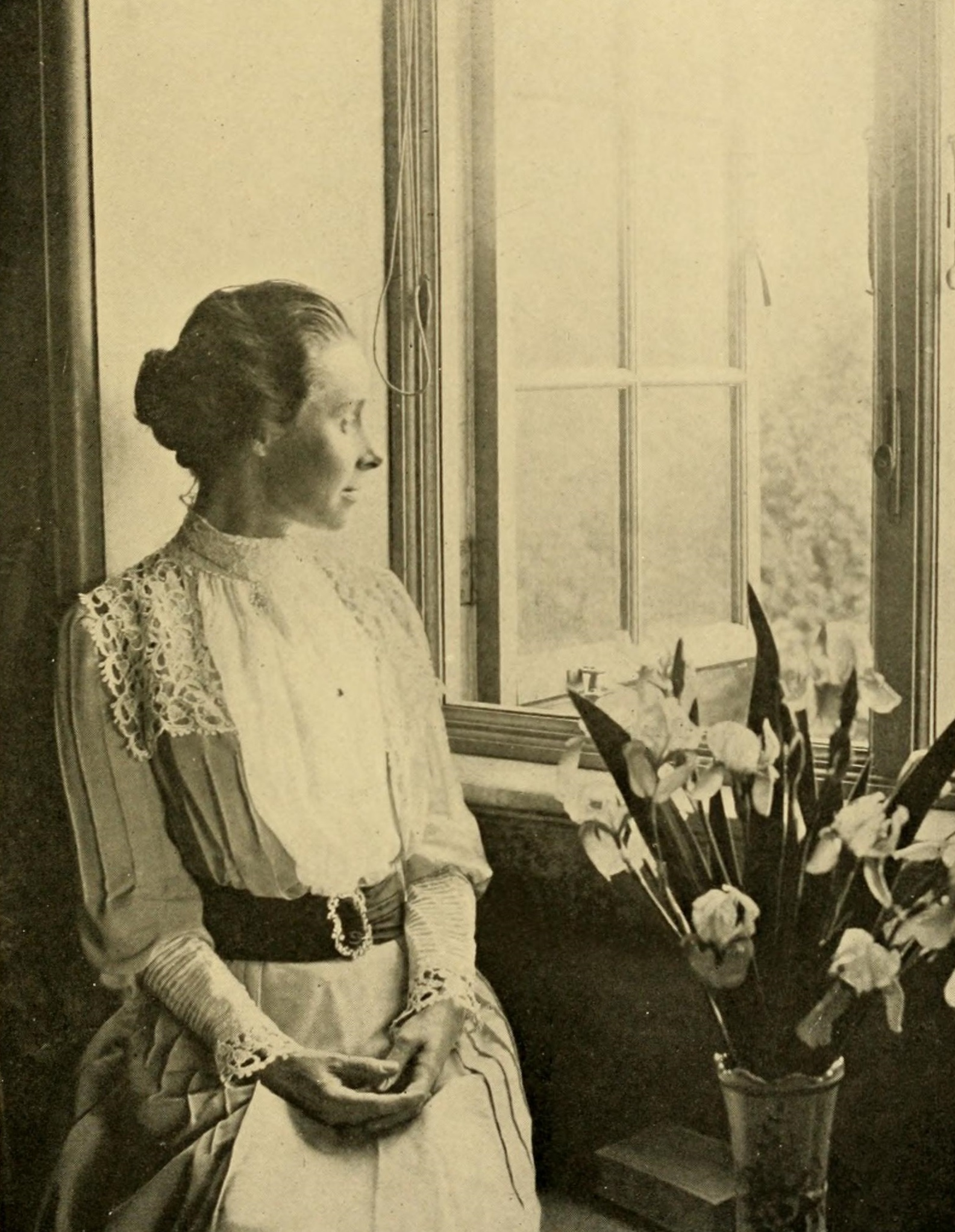
Fawcett em seu quarto no Newnham College (1891)

Após a conquista de Fawcett no Tripos, ela ganhou a bolsa Marion Kennedy em Cambridge, por meio da qual pesquisou em dinâmica de fluidos. Seus artigos publicados incluem “Note on the Motion of Solids in a Liquid”. Ela foi nomeada docente de matemática no Newnham College, posição que ocupou por 10 anos. Nessa função, sua habilidade de ensino foi muito elogiada. Uma estudante escreveu:
Fawcett deixou Cambridge em 1902, quando foi indicada como professora para formar docentes de matemática na escola normal (colégio de formação de professores) em Joanesburgo, então parte da Transvaal Colony, hoje parte da Universidade de Pretória, África do Sul. Permaneceu ali, abrindo escolas pelo país, até 1905, quando retornou ao Reino Unido para ingressar na administração da educação para o London County Council. No LCC, no trabalho de desenvolvimento de escolas secundárias, atingiu alto cargo. Sem poder receber um diploma de Cambridge por ser mulher, ela foi uma das steamboat ladies que viajaram à Irlanda entre 1904 e 1907 para obter o diploma ad eundem da Universidade de Dublin em Trinity College.
Fawcett manteve fortes laços com o Newnham College ao longo da vida. O prédio Fawcett (1938) recebeu esse nome em reconhecimento à sua contribuição e também da família. Ela faleceu em Hendon em 10 junho 1948, dois meses após completar 80 anos, um mês depois que o decreto de Cambridge (que permitiu às mulheres receber o BA da universidade) obteve sanção real (ver educação feminina na Universidade de Cambridge).

## Legado
O Philippa Fawcett Internship Programme é um programa de pesquisa de verão no Centre for Mathematical Sciences da Universidade de Cambridge. Recebeu seu primeiro grupo de estagiários em 2020.
No campus West Cambridge da Universidade de Cambridge, existe a via Philippa Fawcett Drive, ao lado de ruas nomeadas em homenagem a outros grandes contribuidores das Ciências, tecnologia, engenharia e matemática (STEM), como Ada Lovelace, Charles Babbage e J. J. Thomson.
O Philippa Fawcett Teaching College recebeu esse nome em sua homenagem.